# Busted
Busted var ett brittiskt popband aktivt mellan 2002 och 2005 och aktiva igen från och med 2015. Medlemmarna i bandet är James Bourne, Matt Willis och Charlie Simpson.  Flera av deras låtar har legat etta på Englandslistan. Det gäller bland annat "What I go to school for" och "You said no". 2003 vann de pris som "Favourite newcomer" på The National Music Awards, samt pris för "Best band". De har släppt två studioalbum, Busted och A present for Everyone, ett samlingsalbum samt ett livealbum innan splittringen 2005. I januari 2005 beslutade Simpson att satsa på Post-hardcore-bandet Fightstar.  
November 2013 inledde Busted och McFly ett samarbete under det gemensamma gruppnamnet McBusted. Två år senare i november 2015 berättade Bourne och Willis att Simpson har valt att gå med i Busted igen, och samtliga tre originalmedlemmar är samlade. Vidare berättade gruppen att de skulle göra en turné i Storbritannien samt Irland under 2016. 
Tredje maj 2015 släppte Busted sin första låt sedan återföreningen. "Coming Home", vilket finns att ladda ned utan kostnad. 

## Biografi
James Bourne och Matthew Willis var de som startade bandet, men tyckte att två medlemmar var för lite så de bestämde sig för att hitta en tredje medlem. Det var så de hittade Charlie Simpson som kom att bli en av bandets gitarrister, han lämnade bandet 2005 då de splittrades. Busted tecknade kontrakt med Universal Island i början av 2002.
Deras debutsingel, "What I Go To School For", släpptes i september 2002 och nådde # 3 på Englandslistan. Uppföljaren, "Year 3000" var skriven av och om James Bournes besatthet av filmen Tillbaka till framtiden. I april släppte de sin tredje singel, "You Said No" som till slut nådde # 1. Guinness hitsinglar certifierade dem som det första bandet någonsin att få sina tre debutsinglar in på topp 3 i stigande ordning. Debutalbumet Busted - "Busted" kom i januari 2003, och hamnade på 2:a plats.
Busteds startade år 2003 med en vinst i kategorin "Favourite Newcomer at the National Music Awards" samt "Best Band"  Efter detta började en inspelning som skulle bli deras andra album, "A Present For Everyone" och den första singeln till det nya albumet var "Crashed the wedding", som nådde en första placering i Storbritannien. Bandet avslutade år 2003 med en nominering av "Record of the Year" samt ett Busteds julspecial på ITV1 som sändes strax innan jul. Busted tillkännagav också att de skulle inleda det kommande året med en turné i februari.
2004 skulle bli det näst sista året för bandet. Busted framförde en lyckad turné att som startade året och singlarna "Who's David?" och "Air Hostess" nådde topp placeringar på listor världen över. Bandet tog emot priser för "Best British Breakthrough Act" och "Best Pop Act" på årets BRIT Awards.
Bandet reste sedan till USA för att släppa ett självbetitlat album som var en blandning av deras första och andra album. Deras kamp om att slå igenom i USA blev en TV-serie som sändes på tv-kanalen MTV. Serien fick namnet "Amerika or Busted."
Medan bandet var i USA, fick de en förfrågan om de ville spela in temat till filmen Thunderbirds, som skulle komma sommaren 2004. Låten som spelades in för filmen "Thunderbirds Are Go" hamnade på första plats, och Busted vann åter igen pris för "Record of the Year" i december. Deras livealbum "A Ticket For Everyone" nådde # 11 i november.
I slutet av 2004 deltog Busted i Storbritanniens välgörenhetsinsamling "Do They Know It's Christmas?" genom att spela in julsånger och skänka pengar till att bekämpa HIV, AIDS och fattigdom i Afrika och övriga länder.
11 november 2016 släpptes gruppens tredje studioalbum och i januari 2017 gav sig gruppen ut på turné.

## Diskografi

### Studioalbum
- Busted (2002)
- A Present for Everyone (2003)
- TBA (2016)

### Livealbum
- A Ticket for Everyone: Busted Live (2004)

### EP-skivor
- Red Room Sessions (2003)